# トリケミカル研究所
株式会社トリケミカル研究所（トリケミカルけんきゅうじょ、英: Tri Chemical Laboratories Inc.）は、山梨県上野原市に本社を置く臭化水素などの半導体用高純度化学材料の研究開発・製造・販売を行う企業である。JPX日経中小型株指数の構成銘柄の一つ。

## 沿革
- 1978年12月 - 神奈川県相模原市で株式会社トリケミカル研究所設立。
- 1984年3月 - 神奈川県愛甲郡愛川町に本社移転。
- 1994年11月 - 現在の山梨県上野原市に本社移転。
- 2007年8月 - 大阪証券取引所ヘラクレス市場（現・ジャスダック）上場。
- 2018年1月 - 東京証券取引所第一部に上場市場変更。